# نیروگاه هسته‌ای روستوف
نیروگاه هسته‌ای روستوف (به لاتین: Rostov Nuclear Power Plant) یک نیروگاه هسته‌ای در روسیه است که در استان روستوف واقع شده‌است.